# Église Saint-Pierre-Saint-Paul de Bellenod-sur-Seine
L'église Saint-Pierre-Saint-Paul est une église catholique située à Bellenod-sur-Seine en Côte-d'Or dont les parties les plus anciennes datent du XIIe siècle.

## Localisation
L’église Saint-Pierre-Saint-Paul est située au centre du village de Bellenod.

## Historique
La construction de l'abside remonte au XIIe siècle. Le clocher et la chapelle sud sont du XVIe siècle alors que la nef est réorganisée. La sacristie est ajoutée à la fin XVIIIe siècle.

## Architecture et description
L'église est en forme allongée à nef unique voûtée d'ogive avec ajout d'une chapelle au sud du chœur et abside en cul-de-four. Le clocher massif au toit en pavillon est situé au-dessus du chœur. La façade, coupée de deux arcs-boutants massifs encadrant un porche d'entrée assez modeste, donne au bâtiment un aspect d'église fortifiée.

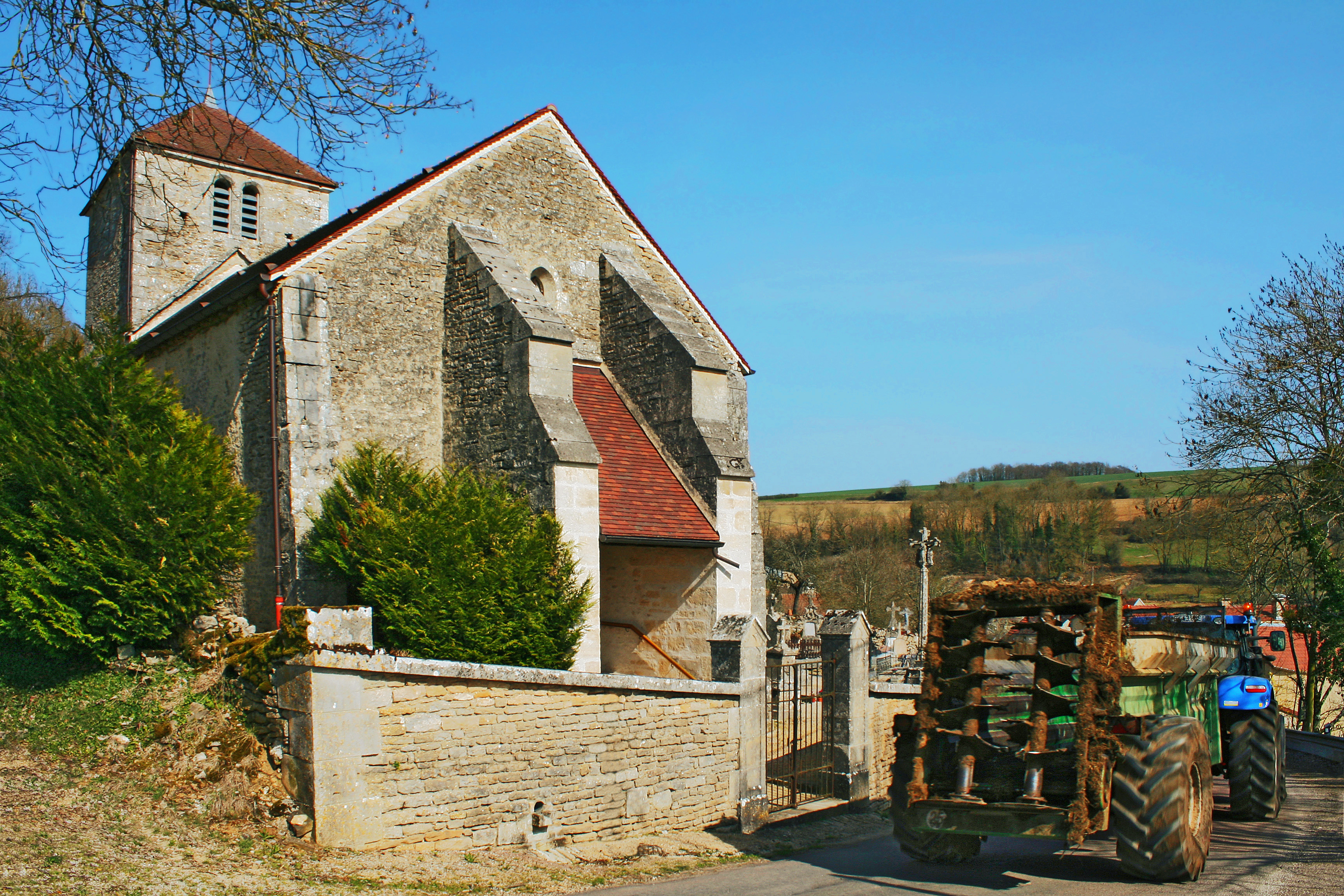
Église Saint-Pierre-Saint-Paul.
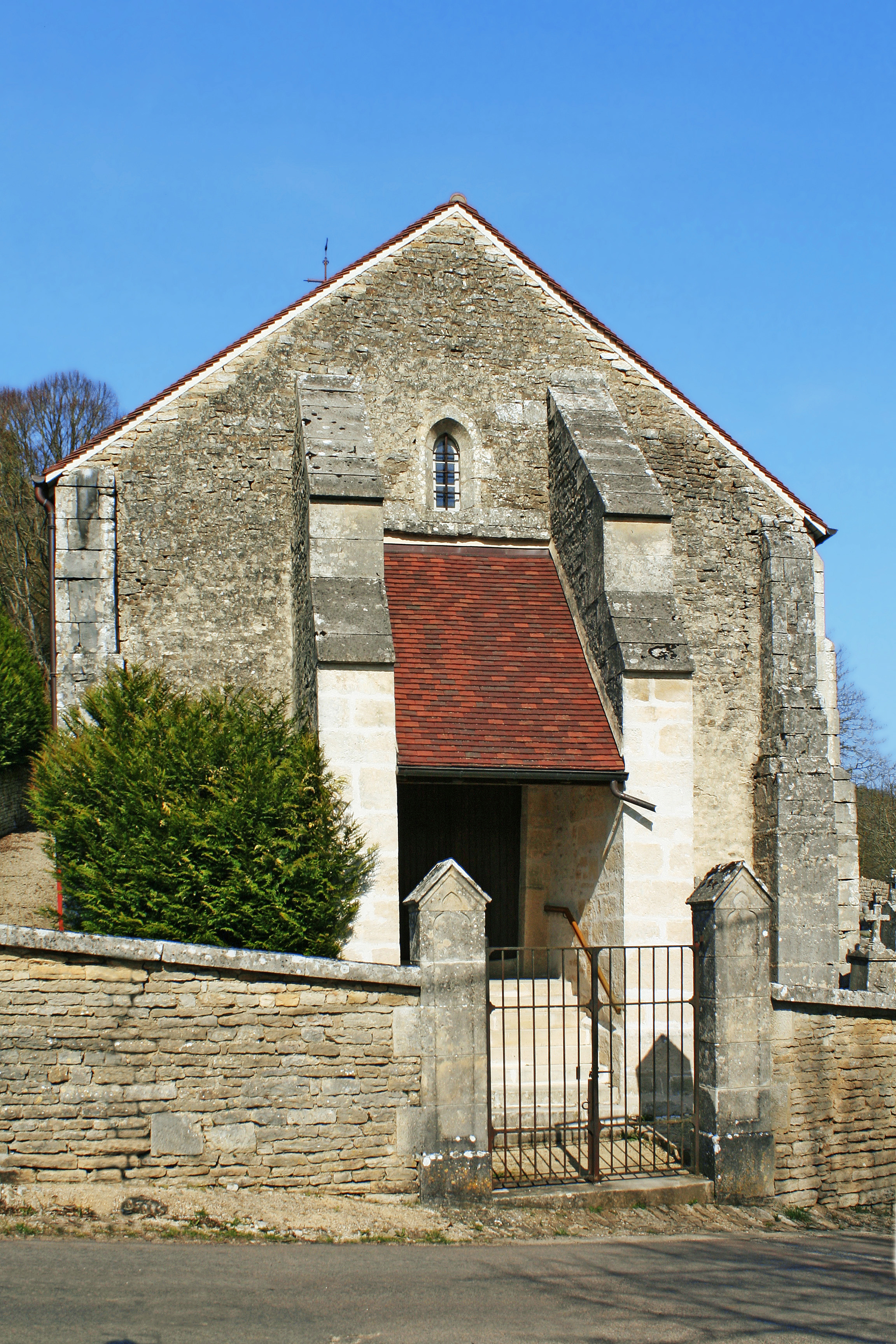
Façade.
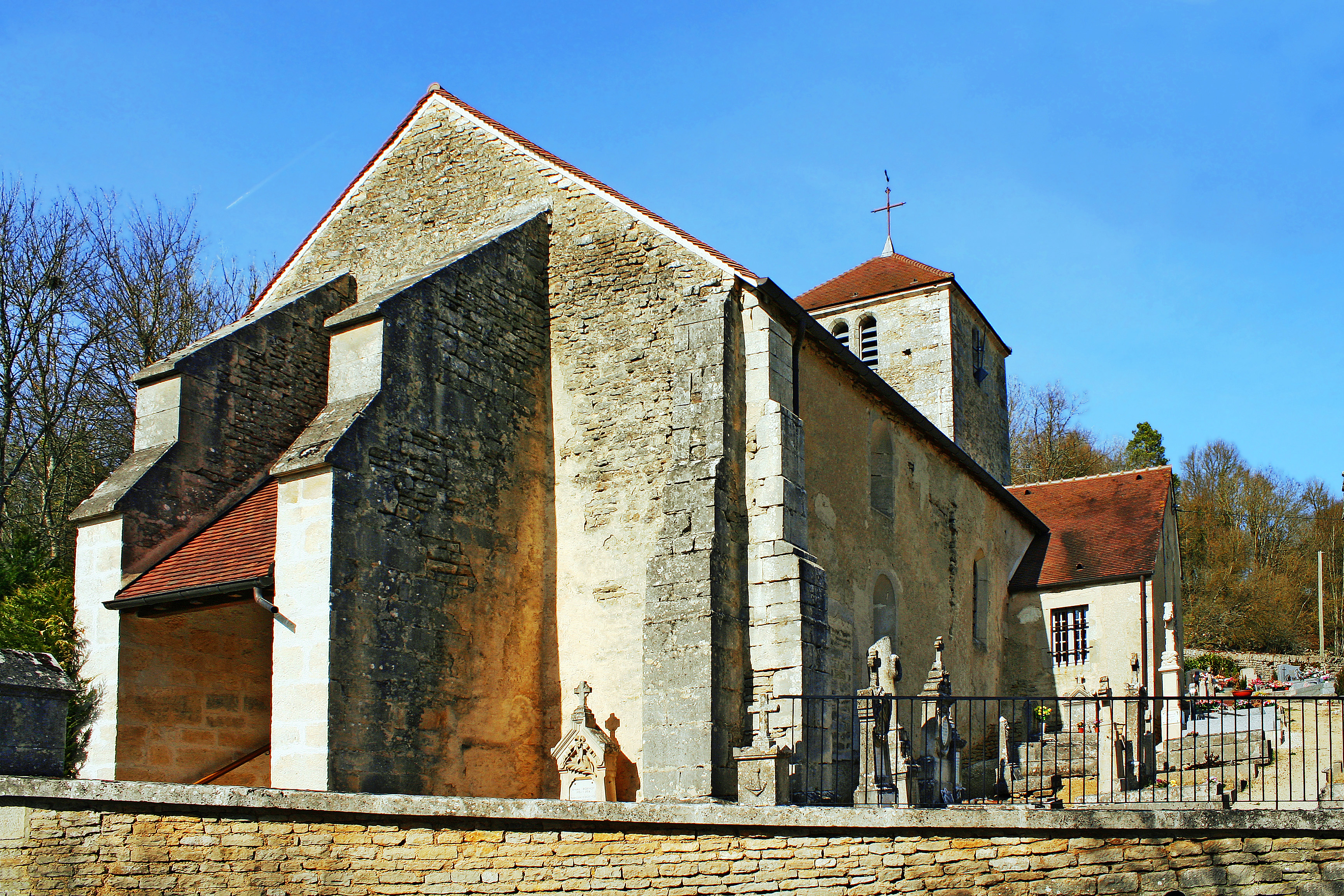
Vue sud-ouest.

## Mobilier
L'église possède un mobilier particulièrement riche :
- Statues de saint Pierre[2] et saint Paul[3] du XVIe siècle ainsi que les fonts baptismaux[4]
- Dalles funéraires
- Six statues et un retable du XVIIIe siècle